# Iraks flag
Iraks flag består af 3 farver: rød, hvid og sort. Indtil 2008 var der 3 stjerner i midten og mellem dem stod der Allahu Akbar (Arabisk: الله اكبر, som betyder "Allah er størst"). Dette er nu fjernet så der kun står Allahu Akbar på det hvide stykke.
Fra 1991 til 2004 var det Saddam Husseins egen håndskrift, der var skrevet Allahu Akbar med.
- Wikimedia Commons har flere filer relateret til Iraks flag

| Flag | Spire Denne artikel om flag eller vexillologi er en spire som bør udbygges. Du er velkommen til at hjælpe Wikipedia ved at udvide den. |